# Cryptomeigenia illinoiensis
Cryptomeigenia illinoiensis är en tvåvingeart som först beskrevs av Townsend 1892.  Cryptomeigenia illinoiensis ingår i släktet Cryptomeigenia och familjen parasitflugor.
Artens utbredningsområde är Illinois. Inga underarter finns listade i Catalogue of Life.